# Abilene-paradoxen
Abilene-paradoxen, efter Abilene, Texas, är en grupprocess där en grupp fattar ett beslut som är ogynnsamt för alla parter.
Detta innebär ett vanligt sammanbrott av gruppkommunikation där varje medlem felaktigt tror att deras egna preferenser strider mot gruppens och därför inte gör några invändningar, eller till och med anger stöd för ett resultat de inte vill ha. Detta skiljer sig från grupptänkande genom att Abilene-paradoxen kännetecknas av en oförmåga att hantera avtal.

## Definition
Termen introducerades av managementexperten Jerry B. Harvey i hans artikel från 1974, The Abilene Paradox: The Management of Agreement.Namnet på fenomenet kommer från en anekdot som Harvey använder i artikeln för att belysa paradoxen: Den handlar om en familj som på en söndagseftermiddag beslutar att åka till Abilene och äta på restaurang, trots att alla hellre vill stanna hemma.
Abilene-paradoxen liknar grupptänkande. Grupptänkande individer agerar dock inte i strid med sina medvetna önskemål och mår generellt bra av gruppbesluten. Liksom grupptänkandeteorier används Abilene paradox-teorin för att illustrera att grupper inte bara har problem med att hantera meningsskiljaktigheter, utan att överenskommelser också kan vara ett problem i en dåligt fungerande grupp.

## Forskning
Fenomenet förklaras av socialpsykologiska teorier om social överensstämmelse och socialt inflytande, som tyder på att människor ofta är mycket motvilliga till att agera i strid med en grupps trend. Enligt Harvey kan fenomenet uppstå när individer upplever "handlingsångest" – stress som rör gruppen som potentiellt uttrycker negativa attityder mot dem om de inte följer med. Denna handlingsångest uppstår från vad Harvey kallade "negativa fantasier" - obehagliga visualiseringar av vad gruppen kan säga eller göra om individen är ärlig om sina åsikter - när det finns "verklig risk" för missnöje och negativa konsekvenser av att inte följa med. Individen kan uppleva "separationsångest", rädsla för utestängning från gruppen.

## Tillämpning av teorin
Teorin används ofta för att förklara extremt dåliga gruppbeslut, särskilt föreställningar om överlägsenhet av "styrning av en kommitté". Till exempel citerade Harvey Watergate-skandalen som ett potentiellt exempel på Abilene-paradoxen i bruk. Watergate-skandalen inträffade i USA på 1970-talet när många höga tjänstemän inom Nixonadministrationen samarbetade i mörkläggningen och kanske utförandet av ett inbrott i den demokratiska nationella kommitténs högkvarter i Washington, D.C. Harvey citerar flera personer som åtalades för mörkläggningen som tyder på att de hade personliga betänkligheter över beslutet men fruktade att uttala dem. I ett fall sade kampanjassistenten Herbert Porter att han "inte var en som ställde sig upp på ett möte och sa att det här borde stoppas", ett beslut som han tillskrev "rädslan för grupptrycket som skulle uppstå, att inte vara en lagspelare".